# Vasilijus
Vasilijus ist ein litauischer männlicher Vorname (abgeleitet von Wassili).

## Personen
- Vasilijus Popovas (*  1956),  Politiker, Mitglied des Seimas
- Vasilijus Safronovas (*  1984), Historiker, Kulturwissenschaftler und Hochschullehrer

## Ableitung
- Vasiliauskas